# 赵本山
赵本山（1957年10月2日—），辽宁开原莲花镇人，中国大陆著名笑星、演员，以小品和东北二人转著称。2003年成立本山傳媒（现辽宁民间艺术团有限公司）。截止2024年，身价估计超过300亿人民币。

## 生平
赵本山出生于辽宁省铁岭专区开原县莲花乡莲花村石嘴沟（莲花乡在清代稱「棉花街」，1945年前屬吉林伊通縣，1945年劃入遼西省）。年幼丧母，生活贫苦失学，以表演传统东北民间的戏曲艺术二人转为生，1980年代开始在东三省崭露头角。1987年，相声演员姜昆推荐赵本山参演央视春晚，但四次被央视拒绝。1990年，赵本山终于登上春晚，表演小品而一举成名。1990年至2013年，赵本山共23次登上春晚舞台，曾蝉联十几年春晚「最受欢迎作品奖」，其塑造的东北农民形象深入人心，尤以和高秀敏、宋丹丹的合作为人乐道。
1993年，赵本山成立本山艺术开发总公司，实际以经营煤炭和运输盈利，为他的文化产业积累了原始资金。2003年，成立本山传媒。《刘老根》走红后，赵本山打造“刘老根大舞台”，经营“二人转”演出市场。2004年，本山传媒与辽宁大学合作成立辽宁大学本山艺术学院，赵本山担任院长。
2005年6月8日，赵本山入主辽宁足球队担任董事长。当季辽宁队战绩不佳，赵本山宣布退出球队管理事务，实际不再履行董事长职责。此后赵本山这样评价中国足球：
“现在的中国足球，就像一个大盘子，里面放了很多菜，很多筷子都伸进来夹好吃的菜。假如这些菜是干净的，大家也都洗干净了筷子，那这盘菜吃起来是很好吃的。但现在比较可恶的是这些筷子都有毒，结果不仅仅是把菜给污染了，还传染给了其他拿着干净筷子进来夹菜的人，这样搅在里面就没有意思了，中国足球是一盘好菜，但玩的人把它玩坏了，比如我要继续搞这个足球，就必须搞歪的邪的，我不会玩邪的，所以咱不玩了。”
2006年，赵本山在沈阳南郊苏家屯区投资兴建本山影视基地。2007年春，赵本山首次在美国巡回演出，行程包括洛杉矶、旧金山、休斯敦、纽约、波士顿、亚特兰大等。2009年9月，赵本山前往美国就读长江商学院的CEO课程。
2013年1月30日，在录制郭德纲专访时，赵本山遭遇政治冷凍，遂自行宣布退出小品界，此后主要从事影视制作。2013年7月，赵本山被聘为2014年春晚副总导演、语言节目总监。
2019年8月1日，本山传媒更名为辽宁民间艺术团有限公司。2021年3月11日，原本山传媒海南分公司被注销清算。2021年12月，赵本山退出法定代表人、董事长兼总经理。
2025年“欢天喜地中国年”全球巡演，赵本山团队在海外重返舞台，行程包括纽约、圣何塞、洛杉矶、新加坡等，受到广泛关注。

## 家庭
赵本山祖籍山东蓬莱刘家沟镇东赵家村，其祖先闯关东定居辽宁铁岭，爷爷名叫赵培宽，父亲赵德仁，于2007年12月在沈阳去世，‘培’、‘德’、‘本’、‘善’，赵本山属于族谱中的“本”字辈。
前妻葛淑珍，育有女儿赵玉芳（1979年出生）和儿子赵铁蛋（1982年出生，12岁时因病夭折）。她与赵本山于1991年5月离婚。
妻子马丽娟，1965年10月28日出生于内蒙古自治区昭乌达盟赤峰市（今赤峰市红山区），辽宁省戏校教师，与赵本山于1992年8月8日结婚，1997年2月7日（农历大年初一）育有一对龙凤双胞胎赵一楠（牛牛）、赵一涵（球球）。其中，赵一涵自2016年起以「社会你球姐」的网红身份活跃。有报道指赵本山的妻子及其儿女已經移民新加坡，但赵本山否认妻子移民。

## 徒弟
赵本山自2001年起广收徒弟。他向徒弟以及公众解释收徒的目的时说：“我收你们的目的，不是为了有几个徒弟整天围着我转，而是为了二人转这个艺术形式更好地发展。你们要尽全力，让二人转远离那些低俗的东西，让二人转受到人们尊重，让这门艺术雅起来。”“我把丑话说在前头，做我的徒弟首先是要做好人，你们当中要是有人做人出现问题，我可要不客气地清理门户。”
收徒仪式的流程一般为新弟子先向二人转祖师爷上香叩拜，新弟子向师傅行传统拜师礼，赵本山逐一给新弟子颁发证书、赠送信物。之后，新弟子集体宣誓。辽宁省文联副主席崔凯帮助赵本山制定了门规：“诚信为本，善良为根，道德至上，从艺为民，勤学苦练，才艺求深，孝敬长辈，扶携同门，遵纪守法，德艺双馨，报答社会，永记师恩”。

### 名单
| 批次   | 人数 | 姓名                                                                             |
| ------ | ---- | -------------------------------------------------------------------------------- |
| 第一批 | 6人  | 李正春、路遥、张小飞、唐鉴军、王小宝、王小利                                     |
| 第二批 | 8人  | 蔡维利、蔡小楼、王永会、张小光、波比·肯、闫光明、王小虎、王金龙                  |
| 第三批 | 9人  | 高明娥（女）、孙立荣（女）、贾小七、张春光、姜海军、程野、燕飞、杨冰、苏小龙     |
| 第四批 | 2人  | 刘小光、小沈阳                                                                   |
| 第五批 | 10人 | 张小伟、孙小飞、张凯、历小峰、程红、董三毛、宋小宝、田娃、红孩、小鹏飞           |
| 第六批 | 9人  | 汤朝、潘大永、宋晓峰、周云鹏、刘朕、杨明、刘传龙、王龙、文松                     |
| 第七批 | 7人  | 潘文君、贺晓刚、李小明、赵志东、陈美心、小飞龙、于洋                             |
| 第八批 | 2人  | 张议天、董成鹏（大鹏）                                                           |
| 第九批 | 12人 | 宋晓峰、周丽、张超群、王启年、刘飞、武强、叶文、庆升平、郝璐璐、王芳、李楠、秦洛 |
| 第十批 | 1人  | 黄聖依（女）                                                                     |
| 编外   | 1人  | 星星                                                                             |

## 小品

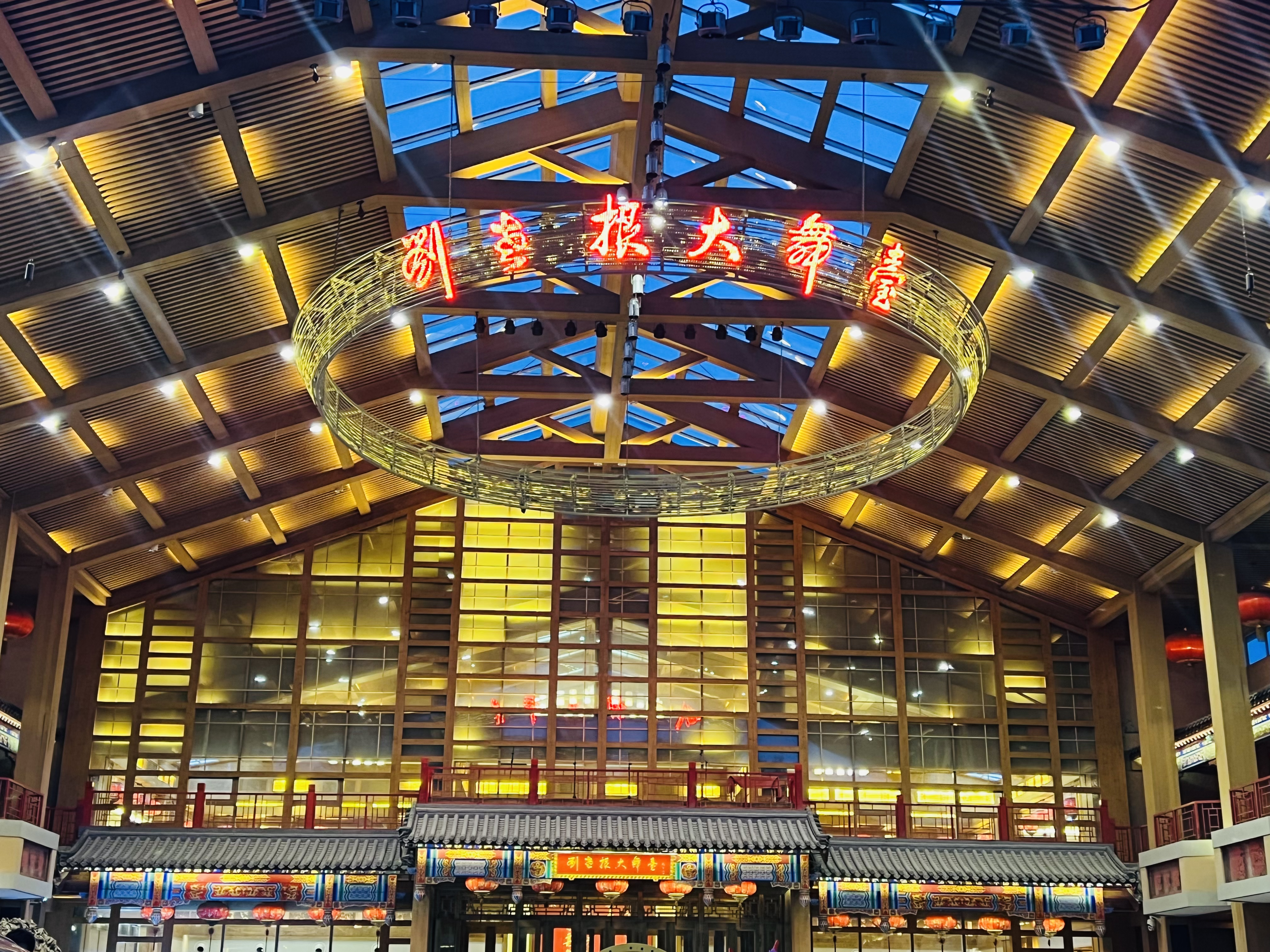
2023年7月的刘老根大舞台

### 历年央视春节联欢晚会参与情况
| 年份   | 作品名             | 合作者                       | 备注                             |
| ------ | ------------------ | ---------------------------- | -------------------------------- |
| 1990年 | 《相亲》           | 黄晓娟                       | 赵本山首次登上春晚               |
| 1991年 | 《小九老乐》       | 杨蕾                         |                                  |
| 1992年 | 《我想有个家》     | 黄晓娟                       |                                  |
| 1993年 | 《老拜年》         | 闫淑萍                       |                                  |
| 1995年 | 《牛大叔提干》     | 范伟、张玉屏                 | 范伟首次登上春晚                 |
| 1996年 | 《三鞭子》         | 范伟、李海                   |                                  |
| 1997年 | 《红高粱模特队》   | 范伟                         |                                  |
| 1998年 | 《拜年》           | 高秀敏、范伟                 |                                  |
| 1999年 | 《昨天 今天 明天》 | 宋丹丹、崔永元               | 《白云黑土》系列之一             |
| 2000年 | 《钟点工》         | 宋丹丹                       |                                  |
| 2001年 | 《卖拐》           | 高秀敏、范伟                 | 《卖拐》系列之一                 |
| 2002年 | 《卖车》           | 高秀敏、范伟                 | 《卖拐》系列之二                 |
| 2003年 | 《心病》           | 高秀敏、范伟                 |                                  |
| 2004年 | 《送水工》         | 高秀敏、范伟                 |                                  |
| 2005年 | 《功夫》           | 范伟、王小虎、蔡维利         | 又称《卖担架》，《卖拐》系列之三 |
| 2006年 | 《说事儿》         | 宋丹丹、崔永元               | 《白云黑土》系列之二             |
| 2007年 | 《策划》           | 宋丹丹、牛群                 | 《白云黑土》系列之三             |
| 2008年 | 《火炬手》         | 宋丹丹、刘流                 | 《白云黑土》系列之四             |
| 2009年 | 《不差钱》         | 毕福剑、小沈阳、毛毛         | 小沈阳首次登上春晚               |
| 2010年 | 《捐助》           | 小沈阳、王小利、孙丽荣、于洋 | 王小利、孙立荣等首次登上春晚     |
| 2011年 | 《同桌的你》       | 王小利、李琳、小沈阳         |                                  |

### 其它小品作品
- 《说情》
- 《门神》
- 《儿子大了》
- 《演员的烦恼》
- 1989年 《小草》
- 1996年 《老伴》（宋丹丹）辽宁卫视
- 1999年 《同学聚会》
- 2001年 《有钱了》（赵本山&高秀敏&范伟）
- 2002年 《面子》
- 2003年 《新编大忽悠》
- 2005年 《有病没病》，《出名》辽宁卫视春晚
- 2007年 《送戏》CCTV-7（旧版）“九亿农民的笑声”农民晚会
- 2008年 《过年了》辽宁卫视
- 2009年 《生日快乐》辽宁卫视春晚
- 2010年 《就差钱》辽宁卫视春晚
- 2011年 《相亲》（赵本山&宋小宝&赵海燕）辽宁卫视春晚
- 2012年 《相亲2》辽宁卫视春晚
- 2012年 《狭路相逢》公安部春晚
- 2012年 《买年货》湖南卫视春晚
- 2013年 《中奖了》辽宁卫视春晚
- 2013年 《有钱了》（赵本山、宋小宝、赵海燕）江苏卫视春晚

注：2001年的《有钱了》与2013年的《有钱了》、1990年央视春晚的《相亲》与2011年辽视春晚的《相亲》是不同的作品.

## 影视作品

### 电视剧
| 首播年份 | 剧名                   | 角色              | 备注                            |
| -------- | ---------------------- | ----------------- | ------------------------------- |
| 1987     | 绿野                   | 不明              |                                 |
| 1991     | 家有仙妻               |                   |                                 |
| 1992     | 一村之长               | 郝运来            |                                 |
| 1996     | 候车大厅               |                   |                                 |
| 1996     | 夜深人不静             | 老乐              |                                 |
| 1997     | 家有仙妻2              |                   |                                 |
| 2001     | 刘老根                 | 刘老根            |                                 |
| 2001     | 家和万事兴之善意的谎言 | 老黄              |                                 |
| 2002     | 刘老根II               | 刘老根            |                                 |
| 2003     | 马大帅I                | 马大帅            |                                 |
| 2004     | 马大帅II               | 马大帅            |                                 |
| 2005     | 马大帅III              | 马大帅            |                                 |
| 2006     | 乡村爱情               | 王大拿            | 客串                            |
| 2008     | 乡村爱情2              | 王大拿            | 客串                            |
| 2009     | 关东大先生             | 警察长            |                                 |
| 2010     | 乡村爱情故事           | 王大拿            | 客串                            |
| 2011     | 来的都是客             | 贾文豪            |                                 |
| 2011     | 乡村爱情交响曲         | 王大拿            | 客串                            |
| 2011     | 怪侠欧阳德             | 怪老子            |                                 |
| 2011     | 搞笑一家人(中國版)     | ---               | 制作人                          |
| 2012     | 不是钱的事             | 房举轩            |                                 |
| 2012     | 东北往事之江湖儿女     | ---               | 艺术总监                        |
| 2012     | 乡村爱情小夜曲         | 王大拿            | 客串                            |
| 2013     | 乡村爱情变奏曲         | 王大拿            | 客串                            |
| 2013     | 樱桃                   | 李老歪            |                                 |
| 2013     | 说书人                 | 刘黑子            |                                 |
| 2014     | 收获的季节             | 金正名            |                                 |
| 2014     | 乡村爱情圆舞曲         | 王大拿            | 客串                            |
| 2014     | 老兵                   | 金转云            |                                 |
| 2014     | 男人四十要出嫁         | ---               | 出品人                          |
| 2015     | 爹妈满院               | 赵大弦            |                                 |
| 2015     | 乡村爱情浪漫曲         | 王大拿            | 客串                            |
| 2017     | 鄉村愛情進行曲         | 王大拿            | 客串                            |
| 2018     | 乡村爱情协奏曲         | 王大拿            | 客串                            |
| 2019     | 乡村爱情11             | 王大拿            | 客串 ，網絡劇                   |
| 2020     | 乡村爱情12             | 王大拿            | 客串 ，網絡劇                   |
| 2020     | 刘老根3                | 刘老根            | 網絡劇，出品人，總導演          |
| 2021     | 乡村爱情13             | 王大拿            | 客串 ，網絡劇                   |
| 2021     | 大饭店传奇             | 朱老爺子          | 2017年拍攝，網絡劇，總监制      |
| 2021     | 刘老根4                | 刘老根            | 網絡劇 ，出品人，總监制，總導演 |
| 2022     | 乡村爱情14             | 王大拿            | 客串 ，網絡劇                   |
| 2022     | 刘老根5                | 刘老根            | 網絡劇 ，出品人，總监制，總導演 |
| 2023     | 乡村爱情15             | 王大拿            | 客串 ，網絡劇                   |
| 2023     | 不抛弃遇上不放弃       | 不適用            | 總導演                          |
| 2023     | 鹊刀门传奇             | 西门长海/西门长在 | 網絡劇                          |
| 2024     | 乡村爱情16             | 王大拿            | 客串 ，網絡劇                   |
| 2024     | 象牙山的好人们         | 王大拿            | 網絡劇                          |
| 2025     | 鹊刀门传奇二           | 西门长海/西门长在 | 網絡劇，總监制                  |
| 2025     | 乡村爱情17             | 王大拿            | 客串 ，網絡劇                   |
| 待播     | 乡村爱情18             | 王大拿            | 客串 ，網絡劇                   |
| 待播     | 走马上任               |                   | 網絡劇                          |

### 电影
| 上映年份 | 电影名         | 角色         | 备注                   |
| -------- | -------------- | ------------ | ---------------------- |
| 1987     | 笨人王老大     |              |                        |
| 1987     | 解放           |              |                        |
| 1990     | 来的都是客     | 肖望发       |                        |
| 1990     | 现世活宝       | 笨山         |                        |
| 1997     | 有话好好说     | 阅读诗歌的人 |                        |
| 1998     | 男妇女主任     | 刘一本       |                        |
| 1999     | 荆轲刺秦王     | 高渐离       |                        |
| 2000     | 幸福时光       | 退休工人     |                        |
| 2004     | 春喜合家欢     |              |                        |
| 2004     | 讨个媳妇过新年 |              |                        |
| 2006     | 落叶归根       | 老赵         |                        |
| 2007     | 龙过鼠年       | 张岳父       |                        |
| 2007     | 恭贺新禧       |              |                        |
| 2009     | 三枪拍案惊奇   | 捕快队长     |                        |
| 2010     | 大笑江湖       | 海盗         |                        |
| 2011     | 建党伟业       | 段祺瑞       |                        |
| 2012     | 河东狮吼2      | 王承彦       |                        |
| 2013     | 一代宗师       | 丁连山       |                        |
| 2016     | 过年好         | 老李         |                        |
| 2024     | 不差钱         | 不適用       | 網絡電影，担任總监制， |

### 綜藝
- 2009年黑龙江电视台、本山传媒　《本山快乐营》
- 2010年黑龙江电视台、本山传媒　《本山快乐营》（主持人）
- 2011年黑龙江电视台、本山传媒　《本山快乐营》
- 2012年黑龙江电视台、本山传媒　《本山快乐营》
- 2013年黑龙江电视台、本山传媒　《本山快乐营》
- 2013年辽宁卫视　《本山带谁上春晚》2013-01-05～2013-02-02
- 2013年辽宁卫视　《本山选谁上春晚》2013-12-11～2014-00-00（本山带谁上春晚的第二季）
- 2013年辽宁卫视　《我要上乡七》

### 导演
- 2002年《刘老根》
- 2003年《刘老根II》
- 2004年《马大帅》
- 2004年《家有仙妻II》
- 2006年《马大帅III》
- 2007年《大先生》
- 2008年《乡村爱情II》
- 2009年《关东大先生》
- 2019年《刘老根III》

### 制作人
- 2008年《乡村爱情2》

## 奖项
| 年份 | 作品                         | 奖项                                                           | 是否得奖 | 备注 |
| ---- | ---------------------------- | -------------------------------------------------------------- | -------- | ---- |
| 1990 | 《相亲》                     | 央视春节联欢晚会“双星杯”戏剧曲艺类第一名                       | 獲獎     |      |
| 1990 | 《相亲》                     | 双星杯戏剧曲艺类第一名                                         | 獲獎     |      |
| 1991 |                              | 辽宁文艺新星                                                   | 獲獎     |      |
| 1991 | 《小九老乐》                 | 春节联欢晚会最佳节目一等奖                                     | 獲獎     |      |
| 1992 | 《我想有个家》               | 春节联欢晚会戏剧类一等奖                                       | 獲獎     |      |
| 1993 | 《老拜年》                   | 春节联欢晚会戏剧类第二名                                       | 獲獎     |      |
| 1995 | 《牛大叔提干》               | 春节联欢晚会小品类节目二等奖                                   | 獲獎     |      |
| 1996 | 《三鞭子》                   | 春节联欢晚会小品类节目二等奖                                   | 獲獎     |      |
| 1997 | 《红高梁模特队》             | 春节联欢晚会小品类节目二等奖                                   | 獲獎     |      |
| 1997 | 《一村之长》                 | 辽宁长篇电视剧最佳男主角奖                                     | 獲獎     |      |
| 1998 | 《拜年》                     | 春节联欢晚会小品类节目二等奖                                   | 獲獎     |      |
| 1999 | 《昨天、今天、明天》         | 春节联欢晚会小品类节目一等奖                                   | 獲獎     |      |
| 1999 | 《男妇女主任》               | 第22届大众电影百花奖最佳男主角                                 | 獲獎     |      |
| 1999 | 《男妇女主任》               | 第5届中国电影华表奖优秀男演员                                  | 獲獎     |      |
| 2000 | 《钟点工》                   | 春节联欢晚会小品类节目一等奖                                   | 獲獎     |      |
| 2001 | 《卖拐》                     | 春节联欢晚会小品类节目一等奖                                   | 獲獎     |      |
| 2002 | 《卖车》                     | 春节联欢晚会小品类节目一等奖                                   | 獲獎     |      |
| 2003 | 《心病》                     | 春节联欢晚会小品类节目一等奖                                   | 獲獎     |      |
| 2004 | 《送水工》                   | 春节联欢晚会小品类节目一等奖                                   | 獲獎     |      |
| 2005 | 《功夫》                     | 春节联欢晚会小品类节目一等奖                                   | 獲獎     |      |
| 2006 | 《说事》                     | 春节联欢晚会小品类节目一等奖                                   | 獲獎     |      |
| 2007 | 《策划》                     | 春节联欢晚会小品类节目一等奖                                   | 獲獎     |      |
| 2007 | 《落叶归根》                 | 第44届台湾电影金马奖最佳男主角奖                               | 提名     |      |
| 2008 | 《火炬手》                   | 春节联欢晚会小品类节目一等奖                                   | 獲獎     |      |
| 2009 | 《不差钱》                   | 春节联欢晚会小品类节目一等奖                                   | 獲獎     |      |
| 2010 | 《捐助》                     | 春节联欢晚会小品类节目一等奖                                   | 獲獎     |      |
| 2010 |                              | 第三届演艺名人公众形象满意度调查“年度最具社会影响力演艺名人”奖 | 獲獎     |      |
| 2010 |                              | 第三届华鼎之夜最具分量的“中国年度最杰出艺术家成就大奖”         | 獲獎     |      |
| 2010 |                              | 2009年度“榜样中国”领袖人物大奖                                 | 獲獎     |      |
| 2011 | 《同桌的你》                 | 春节联欢晚会小品类节目一等奖                                   | 獲獎     |      |
| 2012 |                              | 第四届新农村电视艺术节评委会特别大奖“耕耘奖”                   | 獲獎     |      |
| 2012 | 《櫻桃》、《鄉村愛情小夜曲》 | 第8届华鼎奖 中國百強電視劇最佳製作機構-本山傳媒                | 獲獎     |      |

## 争议

### 爱德华海外华人春节晚会事件
2007年爱德华海外华人春节晚会于2月24日晚间在洛杉矶帕沙迪那社区大学巴沙迪纳礼堂举办，晚会开始前出现主办单位卖票和赠票失控的情况，导致数百名已经购买门票的观众无法入座。有观众正式委托律师以“违约、不正当得益、不正当商业竞争、虚假广告、欺诈、疏忽和精神伤害”等罪名，起诉赵本山及多个演出主办单位，索赔金额超过100万美元。

### 蚁力神事件
2007年秋，蟻力神因資金鍊斷裂，拖欠數十萬養殖戶返款，引發蟻力神事件。2009年蚁力神被控诈骗罪等多项罪名，而趙本山代言蚁力神廣告曾在央視播出，被批評導致众多受害者傾家蕩產。当年9月，赵本山突发脑出血入院抢救，舆论风向瞬间转向对其病情的猜测与怜悯。

### 政治风波
2009年10月，《中国日报》报道赵本山“身体虚弱”、“躺在病床上看完阅兵”，此前屡有移民传闻。2012年王立军事件后，赵本山连同薄王等涉事官员的合照被大量曝光。坊间传言指赵本山涉黑，与薄熙来、王立军有巨额利益关系，是周永康、薄熙来政变的核心人物——政变后的「文化部部长」。薄熙来事件发生后，赵本山在本山传媒影视基地主楼用来招待达官贵人的大厅的墙壁上，薄熙来、周永康、王立军等落马要人的巨幅照片被陆续摘除。
2014年9月，赵本山将要在浙江卫视黄金档上星播出的新剧《爹妈满院》被广电总局指“题材丑化农民群众”，在开播前临时停播。10月15日赵本山缺席中共中央总书记习近平在北京主持召开的文艺工作座谈。10月16日，江苏邳州的教师李海年撰写了博客文章《莫言参加了座谈会，赵本山去哪儿？》，迅速在网上传播。微信平台上该文标题被换成了《习总文艺座谈会上赵本山缺席预示啥》，近9000个订阅号转载。《华西都市报》记者杜恩湖注意到讨论，且得知赵本山将组织召开本山传媒演职人员大会，学习贯彻习总书记讲话精神，于是赴沈阳旁听了会议，会上赵本山表示：“我是反复仔细看了很多遍习总书记讲话，我很激动，很兴奋。甚至晚上睡不着觉，我们遇到了一个有梦的时代。一个正能量的时代。文艺春天真正来了。我们要多出好作品，来报答人民。”第二天，《华西都市报》发表《赵本山：抵制低俗，坚持“绿色二人转”》，门户网站转载时将标题改成《赵本山带弟子连夜学习总书记谈话：激动兴奋》。10月20日，《人民日报》微信发表《赵本山激动得睡不着，这就对了》的时评。10月21日，人民网邀约赵本山在线访问，赵本山表态“我听党的话”。10月22日、29日赵本山又缺席辽宁省和铁岭市的两次文艺工作座谈会，被舆论视为“接连缺席三级会议”。另外，已于8月开拍的《乡村爱情8》停拍和赵本山妻女被爆移民新加坡，都将赵本山推到风口浪尖。
2014年11月7日，中美政治学者牛白羽评论称赵本山的片子已没人敢买，没人敢再请他上央视或地方舞台，并引述内部消息称，赵更大麻烦还在后面。11月29日，中共官方《解放军报》批评大陆文艺界低俗等乱象，称这些年的二人转失去传统风格，动作不伦不类，没有艺术品味，只有丑化、谩骂和调侃。  一直与赵本山密切合作的辽宁卫视终止与其合作。《人民日报海外版》微信公众号“侠客岛”认为，赵本山已经无法“让中华民族发笑，脱离主流文化，进入了一种囚笼”。不过，亦有多位文艺界人士纷纷出面力挺赵本山，包括中国文学艺术界联合会主席孙家正、香港艺人曾志伟、前中国中央电视台主持人崔永元，其中曾志伟称赵本山是“大师级笑星”。赵本山透过朋友表示，只要国家需要，私人飞机和身家都可以捐。
2015年元旦日晚上，赵本山现身沈阳刘老根大舞台，不但表演节目，还调侃有关他被抓及“家藏20吨黄金”的传闻。之后，广电总局和本山传媒否认赵本山被封杀。尽管如此，赵本山还是缺席了当年的辽宁卫视春晚。同年6月，以赵本山的名字命名的“辽宁大学本山艺术学院”，更名为“辽宁大学艺术学院”。7月，赵本山对“老根山庄”员工发表的内部讲话流出，他表示自己“出事了不会连累员工”。
2016年3月，赵本山参加中国人民政治协商会议第十二届全国委员会第四次会议。同年8月，《乡村爱情》系列第九部作品《乡村爱情进行曲》在辽宁铁岭开机，赵本山携赵家班原班人马亮相。2017年3月4日，政协十二届五次会议开幕，赵本山出席会议。

### 徒弟暴动
2022年，曾先后拜师刘小光（和平大戏院时期）和唐鉴军（本山传媒时期）的赵本山徒孙「娇娇」张玉娇，在直播中称她的前夫生意亏损上千万，赵本山是始作俑者。事后，娇娇又表示自己已退出打压她多年的本山传媒，还称赵本山与关婷娜绯闻是「真实的故事」。随后，赵本山徒弟王小宝、孙立荣、葛珊珊、李琳等公开抱怨工资低，不够还房贷。蔡维利在网上向师父赵本山喊话，质疑其偏心刘小光：“为什么赵四能在直播间赚钱，我为什么不能！”并赞扬娇娇勇敢，敢于反抗不公。赵本山徒弟田娃称，赵家班现在如同空壳，赵本山已经打算解散公司，并要解除师徒关系。